# 伏見憲明
伏見 憲明（ふしみ のりあき、1963年8月21日 - ）は日本の社会・時事評論家、小説家。

## 来歴
東京都出身。浦和市立田島中学校、武蔵野音楽大学付属武蔵野高等学校声楽科、慶應義塾大学法学部政治学科卒業。
中学校在学時の同級生にNOKKOがいた。
1991年に『プライベート・ゲイ・ライフ』にてゲイであることをカミングアウトし、90年代のゲイ・ムーブメントに大きな影響を与える。以後同性愛問題やジェンダー、セクシュアリティの論客の一人として、主張しつづけている。
1999年から雑誌『クィア・ジャパン』編集長として、2001年まで5号を刊行。2005年に『クィア・ジャパン・リターンズ』として復刊し、3号を刊行した。
2003年9月から2005年1月まで明治学院大学社会学部非常勤講師。2003年に『魔女の息子』で第40回文藝賞を受賞して小説家としてもデビュー。

## 著書
- 『プライベート・ゲイ・ライフ　ポスト恋愛論』（1991・学陽書房）のち文庫
- 『スーパーラヴ!』（1994・マガジンハウス）のち祥伝社ノンポシェット
- 『キャンピィ感覚』 （1995・マガジンハウス）
- 『クィア・パラダイス 「性」の迷宮へようこそ』（対談集、1996・翔泳社）
- 『<性>のミステリー　越境する心とからだ』（1997・講談社現代新書）
- 『性の倫理学』（インタビュー集）（2000・朝日新聞社）
- 『ゲイという「経験」』（2002・ポット出版）
- 『魔女の息子』（2003・河出書房新社）
- 『さびしさの授業（よりみちパン！セ）』（2004・理論社）のちイースト・プレス
- 『性という「饗宴」——対話篇』 （2005・ポット出版）
- 『男子のための恋愛検定（よりみちパン！セ）』（2006・理論社）のちイースト・プレス
- 『欲望問題　人は差別をなくすためだけに生きるのではない』（2007・ポット出版）
- 『団地の女学生』（2010・集英社）
- 『百年の憂鬱』スタジオポット、2012
- 『新宿二丁目』新潮新書、2019

### 共編著
- 『対話快楽の技術』斎藤綾子 学陽書房 1993  のち河出文庫
- 『ゲイ・スタイル』田口弘樹写真（1998・河出文庫）
- 『同性愛入門 ゲイ編』編著 ポット出版 2003